# 1298 Nocturna
1298 Nocturna è un asteroide della fascia principale del diametro medio di circa 40,04 km. Scoperto nel 1934, presenta un'orbita caratterizzata da un semiasse maggiore pari a 3,1212287 UA e da un'eccentricità di 0,1540920, inclinata di 5,49608° rispetto all'eclittica.
Il suo nome è dedicato alla notte.